# Sisyrnodytes leucophaetus
Sisyrnodytes leucophaetus är en tvåvingeart som beskrevs av Seguy 1930. Sisyrnodytes leucophaetus ingår i släktet Sisyrnodytes och familjen rovflugor. Inga underarter finns listade i Catalogue of Life.